# Thermodynamisches Beta

Skala zur Umrechnung von Temperatur/Kälte im SI: Temperaturen in Kelvin sind blau dargestellt (Celsius in Grün, Fahrenheit in Rot), Werte der Kälte in Gigabyte pro Nanojoule sind schwarz dargestellt. Unendliche Temperatur (null Kälte) ist oben im Diagramm dargestellt; positive Werte für Kälte/Temperatur sind rechts, negative links.

In der statistischen Thermodynamik ist das thermodynamische Beta der Kehrwert der thermodynamischen Temperatur eines Systems.
Das thermodynamische Beta hat die Dimension einer reziproken Energie (in SI-Einheiten, der Kehrwert des Joule, {\displaystyle [\beta ]={\textrm {J}}^{-1}}). In nicht-thermischen Einheiten kann es auch in Byten pro Joule oder, bequemer, in Gigabyte pro Nanojoule gemessen werden; 1 K−1 entspricht etwa 13.062 Gigabyte pro Nanojoule; bei Raumtemperatur: T = 300 K, β ≈ 44 GB/nJ ≈ 39 eV−1 ≈ 2,4 × 1020 J−1. Der Umrechnungsfaktor ist: 1 GB/nJ = {\displaystyle 8\ln 2\times 10^{18}} J−1.

## Beschreibung
Das thermodynamische Beta ist im Wesentlichen die Verbindung zwischen der Informationstheorie und der statistischen Mechanik, die ein physikalisches System durch seine Entropie interpretiert, und der Thermodynamik, die mit seiner Energie verbunden ist. Es drückt die Reaktion der Entropie auf eine Erhöhung der Energie aus. Wenn einem System eine kleine Energiemenge hinzugefügt wird, beschreibt β das Ausmaß der Randomisierung des Systems.
Durch die statistische Definition der Temperatur als Funktion der Entropie kann die Kältefunktion im mikrokanonischen Ensemble aus der Formel berechnet werden
{\displaystyle \beta ={\frac {1}{k_{\rm {B}}T}}\,={\frac {1}{k_{\rm {B}}}}\left({\frac {\partial S}{\partial E}}\right)_{V,N}}
(d. h. die partielle Ableitung der Entropie S nach der Energie E bei konstantem Volumen V und Teilchenzahl N; wobei T die Temperatur und kB die Boltzmann-Konstante ist)

### Vorteile
Obwohl β konzeptionell vollständig äquivalent zur Temperatur ist, wird es aufgrund des Phänomens der negativen Temperatur, bei dem β beim Durchgang durch null stetig ist, während T eine Singularität aufweist, allgemein als eine fundamentalere Größe als die Temperatur angesehen.
Darüber hinaus hat β den Vorteil, dass seine kausale Beziehung leichter zu verstehen ist: Wenn einem System eine kleine Wärmemenge zugeführt wird, ist β der Anstieg der Entropie geteilt durch den Anstieg der Wärme. Die Temperatur ist im gleichen Sinne schwer zu interpretieren, da es unmöglich ist, einem System „Entropie hinzuzufügen“, außer indirekt durch die Veränderung anderer Größen wie Temperatur, Volumen oder Teilchenzahl.

## Statistische Interpretation
Aus statistischer Sicht ist β eine numerische Größe, die zwei makroskopische Systeme im Gleichgewicht miteinander in Beziehung setzt. Die genaue Formulierung lautet wie folgt. Betrachten wir zwei Systeme, 1 und 2, die sich in thermischem Kontakt befinden, mit den jeweiligen Energien E1 und E2. Wir nehmen an, dass E1 + E2 = eine Konstante E ist. Die Anzahl der Mikrozustände jedes Systems sei mit Ω1 und Ω2 bezeichnet. Unter unseren Annahmen hängt Ωi nur von Ei ab. Wir nehmen auch an, dass jeder mit E1 kompatible Mikrozustand von System 1 mit jedem mit E2 kompatiblen Mikrozustand von System 2 koexistieren kann. Somit ist die Anzahl der Mikrozustände für das kombinierte System
{\displaystyle \Omega =\Omega _{1}(E_{1})\Omega _{2}(E_{2})=\Omega _{1}(E_{1})\Omega _{2}(E-E_{1}).\,}
Ableitung von β aus dem Grundpostulat der statistischen Mechanik:
Wenn das kombinierte System das Gleichgewicht erreicht, wird die Anzahl Ω maximiert.
(Mit anderen Worten, das System strebt natürlich nach der maximalen Anzahl von Mikrozuständen.) Folglich gilt im Gleichgewicht:
{\displaystyle {\frac {d}{dE_{1}}}\Omega =\Omega _{2}(E_{2}){\frac {d}{dE_{1}}}\Omega _{1}(E_{1})+\Omega _{1}(E_{1}){\frac {d}{dE_{2}}}\Omega _{2}(E_{2})\cdot {\frac {dE_{2}}{dE_{1}}}=0.}
Aber E1 + E2 = E impliziert
{\displaystyle {\frac {dE_{2}}{dE_{1}}}=-1.}
Also
{\displaystyle \Omega _{2}(E_{2}){\frac {d}{dE_{1}}}\Omega _{1}(E_{1})-\Omega _{1}(E_{1}){\frac {d}{dE_{2}}}\Omega _{2}(E_{2})=0}
d. h.
{\displaystyle {\frac {d}{dE_{1}}}\ln \Omega _{1}={\frac {d}{dE_{2}}}\ln \Omega _{2}\quad {\mbox{im Gleichgewicht.}}}
Die obige Beziehung motiviert die Definition von β:
{\displaystyle \beta ={\frac {d\ln \Omega }{dE}}.}

## Verbindung zwischen statistischer und thermodynamischer Interpretation
Wenn sich zwei Systeme im Gleichgewicht befinden, haben sie die gleiche thermodynamische Temperatur T. Daher ist es intuitiv zu erwarten, dass β (definiert über Mikrozustände) in irgendeiner Weise mit T zusammenhängt. Diese Verbindung wird durch das Boltzmann'sche Grundpostulat hergestellt, geschrieben als
{\displaystyle S=k_{\rm {B}}\ln \Omega ,}
wobei kB die Boltzmann-Konstante, S die klassische thermodynamische Entropie und Ω die Anzahl der Mikrozustände ist. Somit,
{\displaystyle d\ln \Omega ={\frac {1}{k_{\rm {B}}}}dS.}
Setzt man dies in die Definition von β aus der obigen statistischen Definition ein, erhält man
{\displaystyle \beta ={\frac {1}{k_{\rm {B}}}}{\frac {dS}{dE}}.}
Vergleicht man dies mit der thermodynamischen Formel
{\displaystyle {\frac {dS}{dE}}={\frac {1}{T}},}
erhält man
{\displaystyle \beta ={\frac {1}{k_{\rm {B}}T}}={\frac {1}{\tau }}}
wobei {\displaystyle \tau } als die fundamentale Temperatur des Systems bezeichnet wird und die Dimension von Energie hat.

## Geschichte
Das thermodynamische Beta wurde ursprünglich 1971 (als Kältefunktion) von Ingo Müller, einem der Befürworter der Denkschule der rationalen Thermodynamik, eingeführt, basierend auf früheren Vorschlägen für eine Funktion der „reziproken Temperatur“.